# Cămilă bactriană
Cămila bactriană (Camelus bactrianus) este o cămilă cu două cocoașe care trăiește în regiunile deșertice nisipoase, semideșertice și de stepă din Asia de Est. Are capacitatea de a îndura temperaturi de între -29°C și +40°C, iar în momentul în care ajunge la oază, bea și până la 110 litri de apă în doar 10 minute. Poate rezista 2-3 zile fără apă în timpul verii și 5-8 zile în timpul iernii. Rinichii ei fac ca urina sa să fie foarte concentrată, iar organismul elimină fecale îngroșate și uscate. Particularitatea acestor animale este că au hematocitele ovale ceea ce face să fie transportate cu mare ușurință prin tot corpul, chiar și în cazul în care cămila este deshidratată și sângele îngroșat. Capacitatea acestor animale de a îndura seceta depinde de vârstă, mediu și anotimp.
Această cămilă se deosebește de dromader prin faptul că are două cocoașe: una mai aproape de regiunea șalelor și una pe greabăn. Acestea sunt formate prin stocarea de grăsimi și nu de apă cum spun localnicii prin poveștile lor. Când animalul este sănătos și bine hrănit are cocoașele mai drepte. Cămila bactriană este mai mare și mai greoaie, are lungimea corpului de 2,5-3 metri, înălțimea de 1,8-2,1 metri, greutatea de 450-690 kg și lungimea cozii de 50-58 cm. Blana sa este mai întunecată decât la dromader, fiind în nuanțe cafenii-închise și având părul mai bogat. În lunile de iarnă haina devine zburlită de culoare bej. Capul este mic, gâtul lung și puțin în formă de „U”. Botul este mare, alungit și puțin umflat, buza superioară este împărțită în două și atârnă puțin peste cea inferioară, urechile sunt relativ mici ascunse în părul lung de pe cap, nările se pot închide pe lateral astfel încât să nu permită întrarea nisipului, iar ochii sunt expresivi, au pleoape mari cu gene lungi și irisul de culoare închisă.
Aceste cămile pot fi dresate de la doi ani, fie cu scopul de a căra poveri, fie pentru călărie.